# Il Secolo XIX
Il Secolo XIX (italienisch für „Das 19. Jahrhundert“) ist eine italienische Tageszeitung, of Blue Media (Group MSC).
Die Zeitung hat ihren Leserschwerpunkt auf regionaler Ebene in Ligurien, wo sie 1886 von Ferruccio Macola in Genua gegründet wurde. Mit einer Auflage von 25.000 Exemplaren (2022) ist Il Secolo XIX die viertgrößte lokal erscheinende Tageszeitung Italiens.
Seit 2024 ist Michele Brambilla Direktor der Zeitung.

## Lokale Ausgaben
Il Secolo XIX erscheint in Ligurien in fünf verschiedenen Ausgaben:
- Genua
- Imperia
- La Spezia
- Levante (für die Gemeinden Chiavari und Rapallo)
- Savona

Eine weitere Ausgabe in der Region Piemont hat ihren Schwerpunkt hauptsächlich auf der Provinz von Alessandria, Cuneo.